# Lê Đức Tùng
Lê Đức Tùng – wietnamski zapaśnik walczący w stylu wolnym.
Zajął siódme miejsce na igrzyskach azjatyckich w 1998. Złoty medalista igrzysk Azji Południowo-Wschodniej w 1997. Mistrz Azji Południowo-Wschodniej w 1997 i drugi w 1999 roku.